# Dead Heat (2002)
Dead Heat is een Canadese drama- en misdaadfilm uit 2002 met in de hoofdrollen Kiefer Sutherland en Anthony LaPaglia.
De poster van de film is een duidelijke verwijzing naar die van de misdaadfilm Goodfellas.

## Verhaal
Agent Pally Lamarr moet na een hartaanval stoppen met werken. Zijn vrouw heeft hem verlaten en hij heeft niets meer om handen. Dan stuurt een vriendin zijn stiefbroer op hem af, met wie hij een racepaard koopt en het laat racen. De jockey die zijn stiefbroer stuurt heeft echter grote schulden bij de maffia.

## Rolverdeling
| Acteur            | Personage      |
| ----------------- | -------------- |
| Kiefer Sutherland | Pally LaMarr   |
| Anthony LaPaglia  | Ray LaMarr     |
| Radha Mitchell    | Charlotte      |
| Lothaire Bluteau  | Tony LaRoche   |
| Daniel Benzali    | Frank Finnegan |
| Kay Panabaker     | Sam LaRoche    |